# Bigna Schmidt
Bigna Schmidt (Chur, ...) è una sciatrice alpina e nuotatrice svizzera paralimpica, che ha rappresentato la Svizzera in varie competizioni di sci alpino paralimpico, vincitrice di una medaglia di bronzo durante la Coppa del Mondo 2016/2017.

## Biografia
A causa della trombocitopenia, è nata senza il radio in entrambi gli avambracci. Ha iniziato a praticare lo sci alpino nel 2000 a Davos ed è allenata da Gregory Chambaz, allenatore della nazionale. Studia economia alla rinomata Università di San Gallo. Nel dicembre 2017 ha subito un infortunio al ginocchio, che le ha precluso la partecipazione ai Giochi paralimpici invernali del 2018 a Pyeongchang. Nel dicembre 2016 è salita per la prima volta sul podio di una Coppa del Mondo nello slalom gigante di St. Moritz

## Carriera
Nell'edizione 2016/2017 della Coppa del Mondo di sci alpino paralimpico di St. Moritz ha vinto la medaglia di bronzo nello slalom gigante con un tempo di 1:54.01.

## Palmarès

### Coppa del Mondo di sci alpino
- 1 medaglia:
  - 1 bronzo (slalom gigante in piedi a Coppa del Mondo di sci paralimpico 2016/2017)

## Premi e riconoscimenti
- Atleta paralimpica dell'anno nel cantone dei Grigioni (2014).